# Tanah Mas
Tanah Mas is een bestuurslaag in het regentschap Banyuasin van de provincie Zuid-Sumatra, Indonesië. Tanah Mas telt 15.295 inwoners (volkstelling 2010).